# Guillem de Gurb
Guillem de Gurb, també anomenat Guillem de Queralt, va ser senyor del castell de Santa Coloma, fill de Bernat de Gurb i Quíxol i casat amb Ermessenda.
El 1055 va ser excomunicat, en un concili de Narbona, per no renunciar a les parròquies de Sant Andreu de Gurb, Sant Cristòfol de Vespella, Sant Bartomeu del Grau i Sant Julià Sassorba, reclamades el 1032 pel bisbe de Vic abat Oliva. El capítol de Vic, a més, també reclamava els castells de Tous i Meda. Ramon Berenguer I intercedeix en aquest plet, aconseguint que Guillem reconegui que tenia el castell de Gurb i Sallent en feu dels comtes de Barcelona, i no pas en franc alou. La concòrdia firmada el 1066 estableix que retindrà fins a la seva mort les parròquies de Sant Andreu de Gurb, Sant Cristòfol de Vespella, i Sant Bartomeu del Grau, en feu del bisbat. Aquest obté Sant Julià de Sassorba, però cedeix Granollers de la Plana a Guillem de Gurb. El mateix any, Guillem de Gurb fa jurament del castell de Santa Perpètua de Gaià i de Vilademàger a Ramon Berenguer.
Guillem de Gurb participa en la confecció dels Usatges de Barcelona promoguts per Ramon Berenguer I. Va morir entre setembre de 1080, quan arriba a una concòrdia amb el capítol de Vic, i 1084. En aquesta data, la vídua Ermessendis cedeix el castell de Queralt al seu fill Bernat Guillem de Queralt.